# Гавриш-Сікорська Оксана Петрівна
Окса́на Петрі́вна Га́вриш-Сіко́рська (*18 лютого 1944, Ланівці, Борщівський район, Тернопільська область, УРСР) — українська різьбярка. Членкиня НСМНМУ (1990). Живе й працює в місті Тернополі.  

## З життєпису
Закінчила Косівське училище прикладного мистецтва (1963).
Працювала в художньо-виробничих майстернях Косова.
Від 1973 року — живе й працює в Тернополі. 
Одружена з різьбярем Дмитром Гавришем.

## Творчість
Оксана Гавриш-Сікорська займається розписом і різьбою по дереву (писанки, декоративні тарелі), оформленням інтер'єрів (разом з чоловіком). 
Учасниця збірних виставок в Івано-Франківську, Тернополі, Києві та Канаді.

## Джерело
- Дуда І. Гавриш-Сікорська Оксана Петрівна // Тернопільський енциклопедичний словник : у 4 т. / редкол.: Г. Яворський та ін. — Тернопіль : Видавничо-поліграфічний комбінат «Збруч», 2004. — Т. 1 : А — Й. — 696 с. — ISBN 966-528-197-6. — С. 319